# Lac du Loup-Cervier (Mont-Valin)
Pour les articles homonymes, voir Lac du Loup-Cervier.
Le lac du Loup-Cervier est un plan d'eau douce tributaire de la rivière du Portage et de la rivière Manouane, situé sur la rive Nord-Ouest du fleuve Saint-Laurent, dans le territoire non organisé de Mont-Valin, dans la municipalité régionale de comté (MRC) Le Fjord-du-Saguenay, dans la région administrative de la Saguenay-Lac-Saint-Jean, dans la province de Québec, au Canada.
La foresterie constitue la principale activité économique du secteur ; les activités récréotouristiques en second.
La zone du lac du Loup-Cervier est desservie par des routes forestières secondaires pour les besoins de la foresterie et des activités récréotouristiques. La route forestière R0251 passe du côté Ouest de la rivière Péribonka, desservant indirectement la zone du lac du Loup-Cervier,,.
La surface du lac du Loup-Cervier est habituellement gelée de la fin novembre au début avril, toutefois la circulation sécuritaire sur la glace se fait généralement de la mi-décembre à la fin mars.

## Géographie
Les principaux bassins versants voisins du lac du Loup-Cervier sont :
- côté Nord : rivière Alma, ruisseau Boisvert, rivière Manouane, lac Duhamel ;
- côté Est : rivière Manouane, rivière Manouaniche ;
- côté Sud : rivière Manouane, rivière Péribonka, rivière du Portage ;
- côté Ouest : lac Péribonka, rivière Péribonka, D'Ailleboust, lac Étienniche, rivière Serpent[1].

Le lac du Loup-Cervier comporte une longueur de 4,4 km, une largeur maximale de 1,0 km et une altitude de 346 m. Ce lac comporte deux parties qui sont séparées par deux presqu’îles : celle rattachée à la rive Nord-Ouest s’étirant sur 1,9 km vers le Sud-Est et celle rattachée à la rive Sud s’étirant sur 1,4 km vers le Nord. Un détroit d’une centaine de mètres sépare ces deux presqu’îles. La partie Est du lac comporte une baie étroite s’étirant sur 1,4 km vers le Sud. La partie Est du lac est alimenté par une décharge (venant de l’Ouest) d’un ensemble de lacs.
L’embouchure du lac du Loup-Cervier est localisée au Nord du lac, soit à :
- 5,2 km au Nord de l’embouchure de la rivière du Portage (confluence avec la rivière Manouane ;
- 15,2 km à l’Ouest du cours de la rivière Manouane ;
- 32,2 km au Sud-Ouest de l’embouchure du lac Péribonka (traversé par la rivière Péribonka) ;
- 19,8 km à l’Ouest d’une baie de la rive Nord-Ouest du réservoir Pipmuacan ;
- 15,1 km au Nord de l’embouchure de la rivière Manouane (confluence avec la rivière Péribonka) ;
- 120,2 km au Nord de l’embouchure de la rivière Péribonka ;
- 135,2 km au Nord-Ouest du centre-ville de Saguenay (ville)[1].

À partir de l’embouchure du lac du Loup-Cervier, le courant suit le cours de la rivière du Portage sur 8,2 km vers le Sud-Est, la rivière Manouane sur 14,1 km vers le Sud, le cours de la rivière Péribonka sur 143,3 km vers le Sud, traverse le lac Saint-Jean sur 29,3 km vers l’Est, puis emprunte sur 155 km le cours de la rivière Saguenay vers l’Est jusqu'à la hauteur de Tadoussac où il conflue avec le fleuve Saint-Laurent.

## Toponymie
Le toponyme « Lac du Loup-Cervier » a été officialisé le 5 décembre 1968 par la Commission de toponymie du Québec.